# Cazuza Palace Hotel
O Cazuza Palace Hotel é um hotel brasileiro localizado na cidade de Tupã, no interior do estado de São Paulo . Este hotel funciona num prédio que, outrora, pertencera a um importante convento da região.